# Bourreria albopunctata
Bourreria albopunctata är en strävbladig växtart som beskrevs av Otto Eugen Schulz. Bourreria albopunctata ingår i släktet Bourreria och familjen strävbladiga växter. Inga underarter finns listade i Catalogue of Life.